# Olympique de Médéa
Olympique de Médéa is een Algerijnse voetbalclub uit de stad Médéa.

## Geschiedenis
De club werd opgericht in 1945. Na de Algerijnse onafhankelijkheid begon de club in 1964 in de derde klasse. In 1971 werd de club kampioen en promoveerde zo naar de tweede klasse, waar de club een vaste waarde werd. In 1983 en 1993 werd de club vicekampioen. In 1995 bereikten ze als tweedeklasser de finale van de beker, die ze verloren van CR Belouizdad. Ze mochten hierdoor in 1996 wel deelnemen aan de Arabische Beker der Bekerwinnaars, waar ze in de halve finale uitgeschakeld werden door het Marokkaanse Olympique Khouribga. In 1999 degradeerde de club na 28 seizoenen uit de tweede klasse. In 2004 zakte de club zelfs weg naar de vierde klasse. In 2009 promoveerde de club terug naar de derde klasse. In 2010 werd de club vijfde, maar werd na dit seizoen een profclub en nam de plaats van WA Boufarik in in de tweede klasse omdat deze club geen profclub wilde worden. 
In 2016 werd de club kampioen en promoveerde zo voor het eerst naar de hoogste klasse. De club begon het seizoen goed en stond na de heenronde op een gedeelde vierde plaats. In de terugronde verliep het echter helemaal niet vlot en de club eindigde uiteindelijk twaalfde, twee punten boven de degradatiezone.  In 2019 degradeerde de club. 

## Erelijst
Algerijnse beker
Finalist 1995
USM Annaba ·
RC Arbaâ ·
OM Arzew · 
JSM Béjaïa · 
MO Béjaïa ·
A Bou Saâda ·
MC El Eulma ·
USM El Harrach ·
AS Khroub ·
Olympique Médéa ·
ASM Oran ·
RC Relizane ·
MC Saïda ·
JSM Skikda ·
DRB Tadjenanet ·
WA Tlemcen